# Порки Пиг
Порки Пиг (на английски: Porky Pig) е известен анимационен герой от поредицата Шантави рисунки на Warner Bros.
Създаден е от аниматорите Фриз Фрийлинг и Боб Клампет и е представен за пръв път на 2 март 1935 година. Основното за този анимационен герой е, че е малък на ръст, дебел, носи папионка и заеква. На края на всеки епизод последната му фраза е „Т-т-т-това е всичко, приятели!“ (Th-th-th-that's all folks!)
Самият Джо Дохърти, който е първият актьор, озвучаващ Порки е имал проблем със заекване, което не могъл да контролира. Затова през 1937 година той е заменен с Мел Бланк, който е гласът на Порки до самата си смърт през 1989 година. Оттогава неколцина актьори са озвучавали героя в епизодичните му появи за продукции на Warner Bros., сред които Джеф Бъргман, Джо Аласки, Роб Полсън и Ноъл Бланк (синът на Мел Бланк), но от 1996 г. Боб Бъргън е официалният глас на Порки.

## Гласът на Порки в България
В България героят се е озвучавал от различни актьори през години. Един от първите е Станислав Пищалов, който озвучава Порки в дублажа на Проксима видео на късометражни филмчета от поредицата „Весели мелодии“ към видеокасетата „Романтичният Дафи Дък“.
Даниела Йорданова (избрана с кастинг) го озвучава в „Космически забивки“, 5 филмчета от „Шантави рисунки“ към видеокасетата „Звездите от Космически забивки: Бъгс Бъни“, издадена от Александра Видео, както и в „Дък Доджърс“ (дублаж на Арс Диджитал Студио). Камен Асенов озвучава Порки в дублажа на „Шантава Коледа“, а Ангелина Славова дава гласа си за героя в „Дък Доджърс“ (дублаж на bTV). През 2011 г. Живко Джуранов е избран с кастинг от Warner Bros. да бъде официалният глас на Порки Пиг в България. Озвучава го в късометражни филмчета от поредицата „Весели мелодии“ (дублаж на Александра Аудио), „Шоуто на Шантавите рисунки“ и „Бягството на заека“.